# ونکتپور، بهتکل، کرنتکا
ونکتپور، بهتکل، کرنتکا (به انگلیسی: Venkatapur, Bhatkal, Karnataka) یک زیستگاه انسانی در هند است که در Uttara Kannada واقع شده‌است.

## خصوصیات
ونکتپور ۵٬۹۶۸ نفر جمعیت دارد.